# Six Degrees - Sei gradi di separazione
Six Degrees - Sei gradi di separazione (Six Degrees) è una serie televisiva statunitense ispirata alla teoria sociologica dei sei gradi di separazione. Co-prodotta da J. J. Abrams, la serie è stata trasmessa dopo Alias e contemporaneamente a Lost. 

## Trama
Tre donne e tre uomini vivono normalmente la loro vita. Non si rendono però conto di essere legati irrimediabilmente tra di loro, e un singolo fatto può cambiare il corso dell'intera vita. Dicono che ogni persona del pianeta sia connessa ad altre attraverso una catena di sei persone. I sei protagonisti non si conoscono. Coincidenze e fatalità, più o meno positive, li faranno incontrare. Esiste il destino? Oppure è semplice casualità?
Ogni protagonista ha i suoi problemi, le sue paure e nella serie vengono trattati molti temi, dal razzismo alla politica, dal tradimento alla corruzione, dalla dipendenza alla morte. Carlos (Jay Hernandez) è un avvocato d'ufficio pieno d'ideali. Un giorno gli viene affidata la difesa di Mae (Erika Christensen), una ragazza misteriosa della quale s'invaghisce. Mae fa la babysitter a casa di Laura (Hope Davis), che conosce e diventa amica di Whitney (Bridget Moynahan). Whitney è una famosa pubblicitaria che riscopre Steven Caseman (Campbell Scott), ex fotografo di fama caduto in disgrazia. Quest'ultimo s'innamora di Anya (Shiri Appleby), assistente di Whitney e coinquilina di Carlos.

## Cast

### Principale
- Carlos Green, interpretato da Jay Hernandez. Avvocato idealista, in cerca dell'amore;
- Mae Anderson, interpretata da Erika Christensen. Ragazza in fuga da un passato misterioso;
- Laura Morgan, interpretata da Hope Davis. Madre vedova che cerca di rifarsi una vita;
- Steven Caseman, interpretato da Campbell Scott. Fotografo separato in crisi professionale;
- Whitney Crane, interpretata da Bridget Moynahan. Donna divorata dalla carriera;
- Damian Henry, interpretato Dorian Missick. Criminale quasi redento.

## Episodi
| Stagione       | Episodi | Prima TV originale | Prima TV Italia |
| -------------- | ------- | ------------------ | --------------- |
| Prima stagione | 13      | 2006-2007          | 2007            |